# فستوس (مورخ)
فستوس، از مورخان متأخر رومی، و فرماندار آفریقا بود. فستوس کتاب تلخیص شده‌ای نوشت که مشتمل بر خلاصه‌ای از تاریخ روم باستان بود. این کتاب، که یک منبع و مثال برای سبکی از تاریخ‌نویسی به زبان لاتین محسوب می‌شود، به سفارش امپراتور والنس و در زمانی نوشته شد که وی در حال تدارک و آمادگی برای انجام جنگ علیه ایران بود.
ویل دورانت در کتاب بزرگ خویش، تاریخ تمدن، فستوس را پروکوراتور یهودا خوانده و سال مطرح بودن وی را سال ۶۲ میلادی ثبت کرده‌است.
وی همچنین از فستوس به عنوان جانشین فلیکس نام می‌برد.